# 서머너즈 워: 천공의 아레나
《서머너즈 워: 천공의 아레나》는 컴투스에서 개발한 모바일 게임이다. 2014년 4월 17일에 서비스가 시작되었다. 한국에서보다 해외에서 엄청난 흥행을 거두고 있다. 서머너즈워 전체 매출 중 84%가 해외에서 나온다. 세계 100여 개국이 넘는 시장에서 고루 사랑받고 있으며, 프랑스 애플 앱스토어와 구글 플레이 스토어에서 매출 1위를 기록했고, 유럽 주요 마켓인 독일에서도 2년간 양대 마켓 탑10 자리를 고수 중이다. 신흥 시장인 동남아시아에선 ‘국민 RPG’로 평가받을 정도의 성과를 냈다고 한다.

## 개요
몬스터는 등급에 따라서 1성부터 6성까지 존재하지만 몬스터를 '진화'시켜서 별의 숫자를 늘리는 것이 가능하다. 몬스터를 진화시키면 몬스터 레벨의 상한선이 올라가고 전반적인 능력치가 상승한다. 그래서 몬스터의 등급을 이야기할 때 '태생'이라는 말을 사용하는데 이는 진화를 한 번도 시키지 않았을때의 별의 숫자를 말한다. 모든 몬스터는 5가지 속성을 가지게 되는데 동일한 이름을 가진 몬스터라고 하더라도 속성에 따라서 스킬에 차이가 있다.

### 게임 속의 컨텐츠
소환사들이 즐길 수 있는 컨텐츠는 난이도 별로 나뉘어 있으며, 각 단계 별로의 컨텐츠를 즐기는 것으로 다음 컨텐츠로 나아갈 수 있는 룬이나 아이템을 얻을 수 있다.
게임의 컨텐츠는 크게 시나리오 / 카이로스 던전 (거인의 던전, 용의 던전, 죽음의 던전) / 이계 속성 던전 & 레이드 / 미궁으로 나눌 수 있으며, 이를 각 단계별로 나누면 다음과 같다.
[ 초급단계 ]
시나리오 (대표적인 시나리오 -> 화산 헬)
[ 중급단계 ]
카이로스 던전
각 던전 별로 얻을 수 있는 룬의 종류가 다르기 때문에 각 몬스터를 만들기 위해 요구되는 룬을 얻기 위해 하나의 던전만 몰입해서 돌기도 한다.
대표적인 룬으로는 죽음의 던전에서 얻을 수 있는 의지룬, 거인의 던전에서 얻을 수 있는 신속룬, 용의 던전에서 얻을 수 있는 폭주룬이다.
[ 고급단계 ]
유저들은 레이드(1-5단계)를 통해서 각 던전에서 얻은 룬들의 수치를 더욱 업그레이드 할 수 있는 보석(스펙변환)과 연마석(스펙증가)을 얻을 수 있다.
또한 각 이계 속성 던전을 통해 호문쿨루스(물불풍 속성 중 하나 / 빛암 속성 중 하나)라는 몹을 만들 수 있다.
이 호문쿨루스를 만듦으로 유저들은 자신의 덱에서 부족한 유형의 몹을 채워나갈 수 있다.
대신 호문쿨루스의 스킬 작업을 위한 시간이 괘 많이 들어 유저들의 노력을 꽤 많이 요구하는 컨텐츠이기도 하다.
[ 최고급단계 ]
가장 최근에 추가된 컨텐츠인 미궁은 길드원들이 협력하여야 하는 것 중 하나이다.
연결된 방을 클리어하면서 숨겨진 중간보스는 물론 최종보스를 찾아 깨는 것이 컨텐츠의 목표이다.
이를 위해서 다양한 몹의 소지는 물론 어느 정도 유저의 머리싸움을 요구하는 컨텐츠이기에 스트레스를 유발하기도 한다.
[ 기타 컨텐츠 ]
소개된 컨텐츠 말고도 길드를 위한 컨텐츠가 있다.
길드전과 점령전이 바로 그것들인데, 이것들을 위의 단계에 속할 수 없는 이유는 길드의 수준에 따라서 길드전과 점령전의 상대가 상대적으로 달라질 수 있기에 난이도 단계 속에 넣을 수 없었다.
길드전의 경우 3마리로 이루어진 방어 팀 2개를 놓고 매칭된 상대의 길드가 그것을 상대하는 것으로 진행된다. ( 3 / 3 )
공격의 횟수는 1명당 3회로 제한되며, 사용된 몬스터는 죽지 않는 한 계속 사용이 가능하다
점령전은 1길드:1길드로 매칭되는 길드전과는 다르게 3개 길드가 만나 땅따먹기식의 공방전을 진행한다.
공격의 횟수는 1명당 30회로 제한되며, 길드전과는 다르게 사용한 몬스터는 다시 사용이 불가능하다.

## 룬
한 몬스터에는 6개의 룬을 장착할 수 있으며, 2개 또는 4개가 한 세트를 이룬다. 세트를 이루면 세트효과가 적용된다. 룬은 시나리오맵과 카이로스 던전에서 구할 수 있으며 어려운 난이도에서 더 좋은 룬이 드롭된다. 시나리오 모드의 경우 각 단계의 번호가 드롭되는 룬의 번호이며 보스 방에서는 무작위로 룬이 나온다. 룬의 옵션의 숫자에 따라서 마법, 희귀, 영웅, 전설등급으로 나뉘며 접두사에 따라서 다른 옵션이 추가된다. 하지만 6성 룬의 경우에는 시나리오에서 나오지 않고 상점이나 카이로스 던전에서만 구할 수 있다.
카이로스 던전에서는 6층부터 6성룬이 나온다. 다만 확률은 굉장히 낮은 편이다. 마법상점에서는 캐릭터 레벨 28렙부터 6성룬을 판매한다.

### 카이로스 던전 드랍 목록
- 거인의 던전 : 절망, 활력, 맹공, 칼날, 신속
- 용의 던전 : 폭주, 집중, 수호, 인내, 보호, 반격
- 죽음의 던전 : 격노, 의지, 응보, 흡혈, 파괴